# Arms (jogo eletrônico)
Arms é um jogo eletrônico de luta desenvolvido e publicado pela Nintendo para o Nintendo Switch. Foi lançado mundialmente em 16 de junho de 2017. O jogo se diferencia dos jogos de luta padrão, pois até quatro jogadores podem escolher um lutador e uma batalha usando uma variedade de braços extensíveis para derrubar oponentes em uma arena tridimensional. Até julho de 2018, o jogo vendeu mais de dois milhões de cópias em todo o mundo, tornando-se um dos jogos mais vendidos no Switch.

## Jogabilidade
Arms é um jogo de luta em 3D no qual até quatro jogadores podem controlar uma variedade de lutadores, com o jogador capaz de realizar ações básicas de luta usando armas extensíveis como socos, arremessos, bloqueios e esquivas. Arms apresenta quinze lutadores jogáveis, sendo alguns deles lançados como conteúdo para download. Cada lutador começa com três tipos de braços únicos que podem ser selecionadas em batalha, mas o uso de todos os outros braços pode ser desbloqueado no modo “obter braços”. Todos os lutadores também possuem atributos únicos em combate. Quando o medidor de ataque está totalmente carregado, os jogadores são capazes de desencadear um "ataque rápido" de alto dano contra seus oponentes. Os jogadores também podem cobrar seus ataques para aumentar temporariamente o dano e utilizar efeitos elementares. 
Cada personagem tem um conjunto diferente de habilidades e armas exclusivas para diferentes estratégias. Os jogadores podem usar os controles de movimento Joy-Con do sistema ou usar os botões padrão com controladores como o Pro Controller para operar cada braço individualmente. Os jogadores também são capazes de personalizar seus movimento de braço, com cada braço sendo capaz de ser selecionado de forma independente. Cada braço é diferente com atributos elementares e pesos variados que afetam a jogabilidade. Até quatro jogadores são capazes de jogar em uma única partida, seja em um modo de três ou quatro vias free-for-all, ou em um dois-em-dois em que os companheiros de equipe são amarrados juntos.
Além do modo de combate padrão, o Arms possui vários outros modos: Versus, Grand Prix e uma variedade de modos Battle. No Grand Prix, os jogadores enfrentam dez partidas contra os lutadores controlados por computador para ganhar o cinturão de campeão. O modo batalha consiste em modos de vôlei e basquete, um modo de interrupção de alvo e um modo de sobrevivência. Os jogadores também podem jogar on-line em um lobby de partida de grupo com até 20 jogadores, ou em partidas de um contra um.

### Personagens
Arms contou com dez lutadores jogáveis em seu lançamento: Spring Man, um boxeador; Ribbon Girl, uma estrela pop; Ninjara, um ninja estudantil; Master Mummy, uma múmia ressuscitada; Min Min, a garota-propaganda para o restaurante de lamen de sua família; Mechanica, uma garota lutando em um traje mecânico; Twintelle, uma estrela de cinema; Byte & Barq, um policial robótico e seu companheiro canino robótico; Kid Cobra, um snakeboard profissional; e Helix, uma experiência de laboratório.
Cinco personagens para download também foram adicionados entre julho e dezembro de 2017, incluindo Max Brass, comissário da ARMS League; Lola Pop, um palhaço; Misango, um guerreiro tribal; Springtron, uma versão robótica de Spring Man; e o Dr. Coyle, um cientista maluco e chefe da ARMS Labs.

## Desenvolvimento
O jogo foi desenvolvido pela divisão Entertainment Planning & Development da Nintendo. Logo no início, a ideia de apresentar personagens da Nintendo como Link e Mario foi considerada. No entanto, a estética do jogo, especialmente com o conceito de armas extensíveis, colidiu com eles, e acabou sendo decidido que um novo elenco de personagens seria criado. A possibilidade de adicionar personagens do Punch-Out !! também foi considerado, mas a equipe estava preocupada em alienar os fãs dessa franquia e potencialmente confundir novos jogadores.
Os projetos de personagens começaram com os braços em primeiro lugar com a equipe trabalhando para decidir que tipo de personagem possuiria, por exemplo, o personagem Helix, iniciado com a ideia de um lutador cujos braços fossem filamentos de DNA, embora a equipe inicialmente não soubesse muito mais sobre ele. A maioria dos lutadores foi projetada para preencher uma necessidade de jogabilidade, embora haja algumas exceções em que o design veio primeiro. Um conceito inicial para o jogo fez com que os personagens usassem dispositivos externos para atacar seus oponentes; no entanto, isso foi mais tarde abandonado em favor dos personagens que estendem seus braços reais. O diretor de arte Masaaki Ishikawa disse que o estilo de arte do jogo foi influenciado em grande parte por Dragon Ball e Akira.

## Recepção
Em seu anúncio, Arms foi comparado pelos críticos ao minijogo de boxe do Wii Sports. Jack Sheperd, do The Independent, declarou depois de jogar em um evento hands-on do Switch que foi um dos jogos "mais impressionantes" em exibição. Edge comparou Arms com outros títulos da Nintendo e pensou que "Arms é para o jogo de luta o que Splatoon é para o jogo de tiro online ou Mario Kart para o jogo de condução".
O jogo recebeu críticas "geralmente favoráveis", de acordo com o agregador de revisão Metacritic.  Brandon Graeber da IGN elogiou a complexidade e a natureza viciante do jogo, mas notou a falta de conteúdo do jogo no lançamento. Michael McWhertor da Polygon aplaudiu o conceito do jogo, que ele descreveu como criativo, e que o jogo o lembrou do Punch-Out !! série, afirmando que a Arms poderia se tornar a próxima grande franquia da Nintendo. Kallie Plagge da GameSpot elogiou a lista de personagens, mas criticou a curva de aprendizado do jogo.
A Eurogamer classificou o jogo em sexto na sua lista dos "50 melhores Jogos de 2017", e a EGMNow classificou-a na 22ª posição na lista dos "25 Melhores Jogos de 2017", enquanto Polygon classificou a 40ª na sua lista dos "50 melhores jogos de 2017". Em Melhor Escolha de 2017 Prêmios da Game Informer, o jogo ficou em terceiro lugar para "Melhor Jogo de Luta". Ele também foi indicado para a mesma categoria no prêmio Best of 2017 da IGN.
A personagem Min Min aparece no jogo Super Smash Bros. Ultimate da série Super Smash Bros. como personagem jogável.